# Luigi Barbero
Luigi Barbero (Foglizzo, 21 giugno 1905 – Vigevano, 1º aprile 1971) è stato un vescovo cattolico italiano.

## Biografia
Fu ordinato presbitero l'8 luglio 1928. Svolse il suo ministero con l'incarico di arciprete di Borgomasino, dove è ricordato anche come autore di un libro di storia locale, che pose le basi per la valorizzazione del patrimonio artistico religioso del paese.

### Ministero episcopale
Il 26 luglio 1952 venne nominato vescovo di Vigevano succedendo ad Antonio Picconi. Ricevette l'ordinazione episcopale dal vescovo Paolo Rostagno.
Sotto il suo episcopato furono inaugurate la Cittadella sociale e altre opere sociali e venne dato impulso al reclutamento del clero. Monsignor Barbero promosse anche i congressi eucaristici diocesani nel 1962 a Mortara e nel 1966 a Cassolnovo.
Sostenne lo sviluppo dell'opera delle adoratrici eucaristiche secolari, filiazione laica delle adoratrici perpetue del Santissimo Sacramento ospitate nel monastero del Sacro Cuore di Vigevano.
Introdusse nella diocesi importanti riforme conciliari, fra cui il Consiglio presbiterale, costituito il 10 marzo 1967, e il Consiglio pastorale, costituito il 24 maggio dello stesso anno.
Morì il 1º aprile 1971 interrompendo la sua quarta visita pastorale, iniziata nel 1969. Gli succedette monsignor Mario Rossi.

## Genealogia episcopale
La genealogia episcopale è:
- Cardinale Scipione Rebiba
- Cardinale Giulio Antonio Santori
- Cardinale Girolamo Bernerio, O.P.
- Arcivescovo Galeazzo Sanvitale
- Cardinale Ludovico Ludovisi
- Cardinale Luigi Caetani
- Cardinale Ulderico Carpegna
- Cardinale Paluzzo Paluzzi Altieri degli Albertoni
- Papa Benedetto XIII
- Papa Benedetto XIV
- Cardinale Enrico Enriquez
- Arcivescovo Manuel Quintano Bonifaz
- Cardinale Buenaventura Córdoba Espinosa de la Cerda
- Cardinale Giuseppe Maria Doria Pamphilj
- Papa Pio VIII
- Papa Pio IX
- Cardinale Alessandro Franchi
- Cardinale Giovanni Simeoni
- Cardinale Antonio Agliardi
- Vescovo Giacinto Arcangeli
- Cardinale Giuseppe Gamba
- Cardinale Maurilio Fossati, O.SS.G.C.N.
- Vescovo Paolo Rostagno
- Vescovo Luigi Barbero

La successione apostolica è:
- Vescovo Domenico Ferrara, M.C.C.I. (1966)